# Robert Dill-Bundi
Robert Dill-Bundi (18 de novembro de 1958 – 16 de setembro de 2024) foi um ciclista suíço. Competiu nos Jogos Olímpicos de Verão de 1980 em Moscou, onde conquistou a medalha de ouro na prova de perseguição individual de 4 km em pista. Em 1984, obteve o título do keirin no Campeonato Mundial.

## Morte
Dill-Bundi morreu em 16 de setembro de 2024, aos 65 anos.